# Bandera de Trondheim
La bandera de Trondheim es uno de los símbolos oficiales de la ciudad y del municipio en Noruega. 
Trondheim, a diferencia de los demás municipios noruegos, cuenta con una enseña propia independiente de su escudo. 
La bandera consiste de una rosa estilizada de ocho pétalos y ocho sépalos, de color amarillo, sobre un fondo rojo.
La rosa silvestre, con diferente diseño, aparece en sellos eclesiásticos desde la Edad Media y se ha asociado como un símbolo de San Olaf, patrono de la ciudad y de Noruega, por lo que también es conocida como rosa de Trondheim o rosa de San Olaf. No se sabe a ciencia cierta el porqué de esa relación, pero podría atribuirse al rosetón de la Catedral de Nidaros, el santuario de San Olaf.
El diseño actual de la rosa de Trondheim está inspirado en la rosa Tudor de Inglaterra, pero a diferencia de ésta, la de Trondheim tiene un número par de pétalos, algo que además, no sucede en la naturaleza.
El uso de la rosa de Trondheim como emblema de la ciudad levantó polémica en la posguerra, porque había sido un símbolo utilizado por el movimiento fascista de Nasjonal Samling. No fue aprobada por el gobierno municipal sino hasta 1980 y ratificado su uso por resolución real el mismo año.